# Chirothrips crenulatus
Chirothrips crenulatus är en insektsart som beskrevs av Ian A. Hood 1927. Chirothrips crenulatus ingår i släktet Chirothrips och familjen smaltripsar. Inga underarter finns listade i Catalogue of Life.